# Color on Me
Color on Me (viết cách điệu color on me) là EP được ra mắt bởi nhạc sĩ, ca sĩ người Hàn Quốc Kang Daniel. Nó được phát hành Konnect Entertainment và được phân phối bởi Sony Music Korea. Color on Me bao gồm năm bài hát với  "What Are You Up To" (뭐해) là đĩa đơn chính của nó

## Chuẩn bị
Vào lúc nửa đêm ngày 11 tháng 7 (KST), Konnect Entertainment đã ra mắt một trang web mới với bộ đếm ngược 24 giờ vào lúc nửa đêm, đoạn teaser đầu tiên cho màn ra mắt solo của Kang Daniel vào ngày 25 tháng 7 năm 2019 cũng được tiết lộ. Cùng ngày, có thông tin tiết lộ rằng Kei Lim, giám đốc điều hành của Devine-Channel là nhà sản xuất chính của EP này. Những ngày tiếp theo, bốn hình ảnh teaser khác nhau đã được phát hành trên trang web chính thức của Konnect và đơn đặt hàng trước chỉ một phiên bản của EP bắt đầu từ ngày 16 tháng 7. Vào 18 tháng 7, danh sách bài hát đã được tiết lộ cho thấy EP có tổng cộng năm bài hát với bản xem trước ấm thanh mỗi bản phát hành vào ngày hôm sau.
Lim tiết lộ rằng album được hoàn thành trong thời gian ngắn như vậy là do Kang chỉ tập trung vào việc sản xuất album. Trong khi Lim hỗ trợ về mặt kỹ thuật của album, Kang chủ yếu kiểm soát hướng đi và thông điệp của nó. Tại buổi giới thiệu ra mắt, Kang nói rằng tiêu đề của album được lấy cảm hứng từ ca khúc thứ hai "Color" vì anh ấy muốn thể hiện những khía cạnh đa dạng của mình. Anh đã tham gia viết bốn bài hát và nhận được rất nhiều cảm hứng từ các bộ phim cũng như thông điệp của người hâm mộ.

## Quảng bá
Kang Daniel đã tổ chức hai buổi giới thiệu ra mắt vào ngày 25 tháng 7 tại YES24 Live Hall, 4PM KST cho báo chí và 8PM KST cho người hâm mộ của anh ấy. Anh ấy đã tổ chức sáu buổi ký tặng người hâm mộ trong nước từ ngày 31 tháng 7 đến ngày 3 tháng 8 tại Gwangju, Daejeon, Busan, Daegu, Yeouido và Sangam. Sau đó, Kang bắt đầu chặng quốc tế của chuyến lưu diễn gặp gỡ người hâm mộ với các điểm dừng tại Singapore, Bangkok, Đài Bắc, Kuala Lumpur và Manila . Anh ấy kết thúc chuyến lưu diễn ở Ilsan với một buổi họp mặt người hâm mộ kéo dài hai ngày vào 23-24 tháng 11 và một triển lãm kéo dài ba ngày kết thúc vào ngày 24 tại KINTEX . Giữa các chuyến lưu diễn, Kang đã tổ chức "What Are You Up To" và "I Hope" mu:fully video biểu diễn vào đầu tháng 9. Buổi biểu diễn chung đầu tiên của anh ấy diễn ra vào ngày 25 tháng 10 tại Busan One Asia Festival.

## Đón nhận
Vào ngày 22 tháng 7, có thông tin cho rằng lượng đặt trước trong kho cho Color on Me đã vượt quá 450.000 bản trong bảy ngày đầu tiên của giai đoạn đặt hàng trước.
Sau khi phát hành tại Hàn Quốc, Color on Me đã bán được 342.218 bản trong ngày đầu tiên ra mắt, trở thành doanh thu ngày đầu tiên cao nhất cho một nghệ sĩ solo trong lịch sử của Hanteo Chart. Tính đến ngày 31 tháng 7, ngày thứ ba kể từ khi phát hành EP, Color on Me đã bán được hơn 400.000 bản, đồng thời phá kỷ lục về doanh thu tuần đầu tiên cao nhất cho một nghệ sĩ solo trong lịch sử của Hanteo Chart. Nó đứng đầu Bảng xếp hạng Album Gaon của Hàn Quốc và lọt vào Bảng xếp hạng Album Oricon của Nhật Bản ở vị trí thứ 23.
Mặc dù không xuất hiện trên bất kỳ chương trình âm nhạc nào, Kang đã mang về chiến thắng trên chương trình âm nhạc solo đầu tiên của mình trên Music Bank của KBS2 với "What Are You Up To" đạt hạng nhất vào ngày 9 tháng 8 năm 2019. Cuối năm đó, Sony Music Entertainment đã công bố những người bán hàng lớn nhất toàn cầu trong quý tài chính thứ hai của năm 2019 với Kang's Color on Me xếp thứ 5.

## Danh sách bài hát
| Digital download/CD | Digital download/CD                 | Digital download/CD      | Digital download/CD               | Digital download/CD         | Digital download/CD |
| STT                 | Nhan đề                             | Phổ lời                  | Phổ nhạc                          | Arrangement                 | Thời lượng          |
| ------------------- | ----------------------------------- | ------------------------ | --------------------------------- | --------------------------- | ------------------- |
| 1.                  | "Intro (Through the Night)"         | Flow Blow                | Flow Blow                         | Flow Blow                   | 1:19                |
| 2.                  | "Color"                             | Yorkie Thama Kang Daniel | Geoffrocause Devine-Channel Thama | Geoffrocause Devine-Channel | 2:56                |
| 3.                  | "What Are You Up To" (뭐해; mwohae) | Yorkie Thama Kang Daniel | Devine-Channel Thama              | Devine-Channel              | 3:02                |
| 4.                  | "Horizon"                           | Yorkie Thama Kang Daniel | Devine-Channel Thama              | Devine-Channel              | 2:36                |
| 5.                  | "I Hope"                            | Kang Daniel Flow Blow    | Flow Blow                         | Flow Blow                   | 3:07                |
| Tổng thời lượng:    | Tổng thời lượng:                    | Tổng thời lượng:         | Tổng thời lượng:                  | Tổng thời lượng:            | 13:05               |

## Xếp hạng
| Chart (2019)               | Peak position |
| -------------------------- | ------------- |
| Album Nhật Bản (Oricon)    | 23            |
| South Korean Albums (Gaon) | 1             |

| Chart (2019)               | Peak position |
| -------------------------- | ------------- |
| South Korean Albums (Gaon) | 2             |

### Year-end charts
| Xếp hạng (2019)            | Vị trí |
| -------------------------- | ------ |
| South Korean Albums (Gaon) | 7      |

## Chứng nhận và doanh số
| Quốc gia                                  | Chứng nhận  | Số đơn vị/doanh số chứng nhận |
| ----------------------------------------- | ----------- | ----------------------------- |
| Hàn Quốc (KMCA)                           | 2× Platinum | 500.000^                      |
| ^ Chứng nhận dựa theo doanh số nhập hàng. |             |                               |

| Trang              | Doanh số |
| ------------------ | -------- |
| South Korea (Gaon) | 500,134  |
| Japan (Oricon)     | 2,324    |

## Lịch sử phát hành
| Trang       | Ngày             | Cách phát hành             | Sản xuất                         |
| ----------- | ---------------- | -------------------------- | -------------------------------- |
| Various     | 25 tháng 8. 2019 | Digital download streaming | Konnect Entertainment Sony Music |
| South Korea | 29 tháng 8. 2019 | CD                         | Konnect Entertainment Sony Music |